# George Hutson
George Hutson (Reino Unido, 22 de septiembre de 1889-14 de diciembre de 1914) fue un atleta británico, especialista en la prueba de 3000 m por equipo en la que llegó a ser medallista de bronce olímpico en 1912.

## Carrera deportiva
En los JJ. OO. de Estocolmo 1912 ganó la medalla de bronce en los 3000 m por equipo, logrando 23 puntos, tras Estados Unidos (oro) y Suecia (plata), siendo sus compañeros de equipo Joe Cottrill, Cyril Porter, Edward Owen y William Moore. Además ganó el bronce en los 5000 metros, con un tiempo de 15:07 segundos, llegando a meta tras el finlandés Hannes Kolehmainen, que batió el récord del mundo con 14:36 segundos, y el francés Jean Bouin (plata).